# Воин Бога
«Воин Бога» (исл. Myrkrahöfðinginn) — историческая драма исландского режиссёра Храбна Гюднлёйгссона, снятая в 1999 году.

## Сюжет
Исландия, 1658 год. Больного священника Йона Магнуссона привозят к епископу. Пастырь настаивает, что заключил сделку с дьяволом и только иерарх может помочь ему… Многими годами раньше молодой пастор Йон получает назначение в один из отдалённых приходов на севере острова. Приехав на место своего служения, юноша ужасается видом веселья, которое жители устраивают в церковном здании. Вдобавок выясняется, что пастор должен жениться на престарелой жене своего предшественника Торкатле, к которой он совершенно не испытывает влечения. А та в свою очередь изгоняет из дома молодую и красивую служанку Туридур.
В отместку брат девушки Полл пишет циничные стихи про пасторшу, а однажды священник находит у себя в кровати дощечки, исписанные рунами. Он обвиняет в этом отца и брата Туридур и посылает за королевским судьёй Магнусом Магнуссоном. Девушка пытается отговорить пастора от этого шага, но за это священник требует интимную связь. Туридур в резкой форме отказывается, тогда Йон предаёт родственников Туридур в руки судьи. Пытаясь спасти отца и брата, девушка отдаётся пастору, но тот совершенно не отказывается от своих намерений казнить их по обвинению в колдовстве. Судья Магнус готов пойти на компромисс, но боится, что священник донесёт на него властям. Поллов старшего и младшего сжигают на глазах всей общины.
После казни Йон продолжает домогаться до Туридур, угрожает, что изобличит её в сношениях с дьяволом. Девушка снова отказывает пастору, тогда тот вновь прибегает к помощи Магнуса. Судья арестовывает девушку, однако его жена Кристина, находящаяся на позднем сроке беременности, просит Туридур о помощи. После родов Кристина умирает, но Магнус решает помочь Туридур. Он пытается найти свидетелей невиновности Туридур, однако её муж Свейн из страха перед Йоном совершает суицид.
Девушку вновь привозят в посёлок. Пастор пытается изнасиловать связанную Туридур прямо в церкви, однако в этот момент туда входит Магнус, который пытается урезонить зарвавшегося священника. На шум прибегает недалёкий пасынок Йона Снорри, который случайным выстрелом тяжело ранит своего отчима. Пастор просит девушку спасти его, даже в присутствии Магнуса обещает отдать душу дьяволу, однако Туридур сперва вырезает пулю, попавшую в пах, затем кастрирует пастора и на его глазах целует судью…

## Интересные факты
В основу сюжета положена «Сага о страданиях мученика» (исланд.) (Pislarsaga), написанная реальной исторической личностью — лютеранским пастором Йоном Магнуссоном, жившим в Исландии в XVII веке.

## В ролях
- Хилмир Снаэр Гуднарсон — Магнуссон, Йон (пастор)[англ.]
- Бенедикт Арнардсон — Йон Магнуссон в старости
- Сара Догг Асгерсдоттир — Туридур
- Хадльгримюр Хегларсон — Магнус
- Гудрун Кристин Магнусдоттир — Торкатла
- Гуннар Йонссон — Снорри
- Александра Рапапорт — Кристина
- Йон Сигурбьёрнссон — Полл старший
- Йон Триггвасон — Полл младший
- Этли Рафн Сигурдссон — Свейн

## Награды
- 2000 Edda Awards, Iceland — премия в категории «лучший звук»
- 2000 Fantasporto — номинация в категории «лучший иностранный фильм»
- 2000 Festróia — Tróia International Film Festival — номинация в категории «Золотой Дельфин»
- 2000 Puchon International Fantastic Film Festival — премия в категории «лучшая актриса» (Сара Догг Асгерсдоттир)